# Gigamesh
Gigamesh és una llibreria de Barcelona especialitzada en literatura fantàstica, de ciència-ficció, terror, còmics i tota classe de jocs de taula com de guerra, d'estratègia, de rol, d'estil europeu, i de cartes col·leccionables, etc.
Fou inaugurada el 1985 pel llibreter, traductor i crític literari de ciència-ficció Alejo Cuervo. L'obertura de les seves portes va contribuir a instaurar el triangle friqui de Barcelona, del qual Gigamesh n'esdevindria el segon vèrtex.
El nom de la llibreria prové d'un fanzine, anomenat Gigamesh, que Cuervo mateix havia publicat el 1984. El mateix any, Cuervo va instaurar també els premis Gigamesh, dedicats a la literatura de ciència-ficció i fantasia. Més tard, també publicaria una revista homònima (1991) i fundaria l'editorial Gigamesh (1999).
El 2014 la llibreria Gigamesh es va mudar a un nou establiment al carrer Bailèn 8, esdevenint la llibreria de ciència-ficció i de gènere fantàstic més gran d'Europa.

## Història
La llibreria Gigamesh original fou oberta el 10 de juny de 1985 al número 53 de la Ronda de Sant Pere de Barcelona. En els seus primers anys d'existència, va tenir un gran èxit amb la venda de jocs de rol i, sobretot, amb la venda de jocs de mminiatures de Warhammer, Warhammer 40.000 i Space Hulk. No obstant, els anys 1990 els editors d'aquests jocs va obrir el seu propi establiment a Barcelona, fet que va obligar a Cuervo a reorientar el seu negoci, i va aprofitar la nova moda dels jocs de cartes col·leccionables, els quals havien començat a adquirir popularitat a partir de 1993 amb les cartes Magic. El creixement d'aquest mercat li va permetre obrir un nou local al número 43 de la mateixa Ronda de Sant Pere, especialitzat únicament en la venda de cartes col·leccionables. A aquesta botiga li seguiria l'obertura d'un tercer local al número 2 del Passeig de Sant Joan, amb una especialització més àmplia en jocs de tauler i jocs de rol. El 2007, l'establiment de només jocs de cartes va tancar les portes i el seu material de venda fou traspassat a la botiga del Passeig de Sant Joan.